# Великолукский заказник
Великолукский заказник — зоологический заказник регионального значения в Великолукском районе Псковской области России.

## История
Образован 5 января 1996 года согласно постановлению администрации Псковской области. Великолукский заказник предназначен для сохранения и воспроизводства поголовья основных видов охотничье-промысловой фауны в сочетании с ограниченным и согласованным использованием других видов природных ресурсов.

## География
Расположен в юго-восточной части области, в 15 километрах к северу от Великих Лук. Занимаемая площадь — 135,12 км² — самая большая охраняемая территория в районе. Заказник находится к северу от реки Насвы, к западу от Ловати, его территория покрыта лесом и болотами (южная часть).